# Uroctea paivani
Espèce
Synonymes
- Clotho paivani Blackwall, 1868

Uroctea paivani est une espèce d'araignées aranéomorphes de la famille des Oecobiidae.

## Distribution
Cette espèce se rencontre aux îles Canaries et au Cap-Vert.

## Publication originale
- Blackwall, 1868 : Notice of several species of spiders supposed to be new or little known to arachnologists. Annals and Magazine of Natural History, sér. 4, vol. 2, p. 403-410 (texte intégral).